# I predatori (film 1923)
I predatori (The Spoilers) è un film western muto del 1923 diretto da Lambert Hillyer e interpretato da Milton Sills, Anna Q. Nilsson e Barbara Bedford.
Gli attori William Farnum e Tom Santschi, che avevano interpretato rispettivamente le parti di Glennister e di McNamara nella precedente versione del 1914, appaiono nei credits come consulenti tecnici.

## Produzione
Prodotto dalla Goldwyn Pictures Corporation

## Distribuzione
Distribuito dalla Goldwyn Pictures Corporation, il film uscì in sala il 5 agosto 1923.

### Date di uscita
- USA	5 agosto 1923
- Germania	dicembre 1924
- Finlandia	5 gennaio 1925

Alias
- Das goldene Land	Austria / Germania

## Versioni cinematografiche di The Spoilers
La storia - tratta dal libro di Rex Beach - fu utilizzata più volte al cinema, in varie versioni: 
- The Spoilers di Colin Campbell con Tom Santschi nel ruolo di MacNamara, William Farnum (Glennister) e Kathlyn Williams (1914)
- The Spoilers  di Lambert Hillyer con Anna Q. Nilsson (Cherry Malotte), Noah Beery (MacNamara) e Milton Sills (Glennister)   (1923)
- The Spoilers di Edwin Carewe con Gary Cooper (nel ruolo di Glennister), Kay Johnson e Betty Compson  (1930)
- I cacciatori dell'oro di Ray Enright con Marlene Dietrich, John Wayne e Randolph Scott   (1942)
- I pionieri dell'Alaska di Jesse Hibbs con Anne Baxter, Jeff Chandler e Rory Calhoun (1955)